# San Francisco, Tula
San Francisco är en ort i Mexiko.   Den ligger i kommunen Tula och delstaten Tamaulipas, i den centrala delen av landet, 400 km norr om huvudstaden Mexico City. San Francisco ligger 820 meter över havet och antalet invånare är 108.
Terrängen runt San Francisco är huvudsakligen kuperad, men åt nordväst är den bergig. San Francisco ligger nere i en dal. Runt San Francisco är det glesbefolkat, med 11 invånare per kvadratkilometer. Närmaste större samhälle är El Limonal, 9,7 km sydost om San Francisco. I omgivningarna runt San Francisco växer huvudsakligen savannskog.